# 神田慶也
神田 慶也（かんだ よしや、1918年6月18日 - 2011年3月3日）は、日本の化学者。専門は分子分光学。九州大学総長や九州産業大学学長を務めた。

## 来歴
第五高等学校理科甲類を経て（1939年（昭和14年）卒業）、九州帝国大学理学部を卒業する。
1942年（昭和17年）より、母校の九州帝国大学理学部助手となり、助教授を経て教授に昇進、理学部長などを歴任後、1978年11月から3年間九州大学総長を務めた。その後、九州産業大学で学長を務めていた。
1994年、勲二等旭日重光章を受章。2011年3月3日、肺炎のため死去。
門下生に島田良一がいる。